# Cámara Municipal de São Paulo
La Cámara Municipal de São Paulo (en portugués: Câmara Municipal de São Paulo) es el órgano legislativo del municipio de São Paulo, Brasil. Desde la 11° legislatura (1993-1997) está compuesto por 55 concejales (en portugués: Vereadores), número máximo establecido por la Constitución brasileña de 1988. Es considerada el concejo municipal más grande del país, es también una de las más antiguas al haber sido creada en 1560. Su sede actual conocida como "Palácio Anchieta", se ubica en el centro de la ciudad en el Viatudo Jacareí N° 100, y fue inaugurada el 7 de septiembre de 1969.